# 磯波 (初代神風型駆逐艦)
|          | |
| 艦歴     | |
| 計画     | 1906年度 |
| 起工     | 1908年1月15日 |
| 進水     | 1908年11月21日 |
| 就役     | 1909年4月2日 |
| その後   | 1912年8月28日三等駆逐艦 1924年12月1日掃海艇編入 1928年8月1日第七号掃海艇 (初代) と改名 1930年6月1日雑役船編入、曳船兼交通船指定、公称第756号と改名 |
| 除籍     | 1930年6月1日 |
| 廃船     | 1935年4月9日 |
| 性能諸元 | |
| 排水量   | 常備：381t 満載：450t |
| 全長     | 69.2メートル |
| 全幅     | 6.6メートル |
| 吃水     | 1.8メートル |
| 機関     | レシプロエンジン2基2軸、6,000hp |
| 最大速力 | 29ノット |
| 航続距離 | 11ノット/850カイリ |
| 乗員     | 70人 |
| 兵装     | 80mm（40口径）単装砲 2門 80mm（28口径）単装砲 4門 450mm魚雷発射管 2門                                                                              |

磯波（いそなみ）は、大日本帝国海軍の駆逐艦で、神風型駆逐艦 (初代)の31番艦である。同名艦に吹雪型駆逐艦（特I型）の「磯波」があるため、こちらは「磯波 (初代)」や「磯波I」などと表記される。

## 艦歴
1907年（明治40年）7月9日、命名（製造番号、第31号駆逐艦）。1908年（明治41年）1月15日、舞鶴海軍工廠で起工。同年11月21日、進水。同年12月11日、駆逐艦に類別。1909年（明治42年）4月2日、竣工。
第一次世界大戦では、青島の戦いに参加。シベリア出兵時には沿海州の沿岸警備を行った。
1924年（大正13年）12月1日、掃海艇籍に編入。
1928年（昭和3年）8月1日、第43号駆逐艦が吹雪型駆逐艦「磯波」と改名される。これにより「掃海艇　磯波」は第七号掃海艇に改称。1930年（昭和5年）6月1日、除籍。雑役船に編入。曳船兼交通船（公称第756号）に改称。1935年（昭和10年）4月9日、廃船。呉海軍工廠の浮桟橋となった。

## 艦長
※『日本海軍史』第9巻・第10巻の「将官履歴」及び『官報』に基づく。
駆逐艦長
- 園田繁喜 大尉：1909年3月7日 - 1910年2月16日 ＊兼舞鶴海軍工廠艤装員
- （兼）児玉兼三郎 大尉：1910年2月16日 - 1910年12月1日
- 小川正冬 大尉：1910年12月1日 - 1912年11月13日
- 池中健一 大尉：1912年11月13日 - 1913年4月1日
- 藤田許太郎 少佐：1913年4月1日 - 不詳
- 角恒吉 大尉：不詳 - 1915年4月1日[13]
- 猪原薫一 大尉：1915年4月1日[13] - 1916年12月1日
- （兼）斎藤直彦 大尉：1916年12月1日 - 1917年3月1日
- 松田鹿三 大尉：1917年3月1日 - 1917年12月1日[14]
- 渡辺彝治 大尉：1917年12月1日[14] - 1919年12月1日[15]
- （兼）吉田庸光 大尉：1919年12月1日 - 1920年12月1日
- 後藤鉄五郎 大尉：1920年12月1日[16] - 1922年12月10日[17]
- 金子豊吉 大尉：1922年12月10日 - 1923年11月10日
- 高間完 大尉：1923年11月10日 - 1924年12月1日

掃海艇長
- 藤井音四郎 大尉：1924年12月1日[18] - 1926年11月1日[19]
- 村上暢之助 大尉：1926年11月1日 - 1927年11月15日
- 小西要人 大尉：1927年11月15日 - 1929年2月14日
- 吉村真武 大尉：1929年2月14日[20] - 1929年10月3日[21]
- （兼）萱場松次郎 大尉：1929年10月3日[21] - 1930年1月20日[22]